# U-252
U-252 — средняя немецкая подводная лодка типа VIIC времён Второй мировой войны.

## История
Заказ на постройку субмарины был отдан 23 сентября 1939 года. Лодка была заложена 1 ноября 1940 года на верфи Бремен-Вулкан под строительным номером 17, спущена на воду 14 августа 1941 года. Лодка вошла в строй 4 октября 1941 года под командованием капитан-лейтенанта Гюнтера Шибуша.

### Командиры
- 4 октября — 20 декабря 1941 года Гюнтер Шибуш
- 21 декабря 1941 года — 14 апреля 1942 года капитан-лейтенант Кай Лерхен

### Флотилии
- 4 октября 1941 года — 31 марта 1942 года — 6-я флотилия (учебная)
- 1 — 14 апреля 1942 года — 6-я флотилия

### История службы
Лодка совершила один боевой поход. Потопила одно судно водоизмещением 1355 брт. 6 апреля 1942 года U-252 высадила на берег Исландии шпиона Иба Рииса. На обратном пути, 14 апреля 1942 года в Северной атлантике к юго-западу от Ирландии, примерные координаты 47°00′ с. ш. 18°14′ з. д., лодка была потоплена глубинными бомбами с британского шлюпа HMS Stork и британского корвета HMS Vetch. 44 погибших (весь экипаж).